# سوئیس‌کوت
سوئیس‌کوت (انگلیسی: Swissquote) شرکت خدمات مالی و بانکداری سوئیسی است، که در سال ۲۰۰۰ تأسیس شد.